# Chingam Hyejo
Chingam Hyejo (także Hyeso; ur. 774, zm. 850) – koreański mistrz sŏn z tzw. grupy okch’ŏn osan.

## Życiorys
Jego rodowym nazwiskiem było Chŏe. Hyejo pochodził z chińskiego rodu z Shandongu. Ród ów uciekł do Koguryŏ podczas wojny z Sui. Jeszcze jako dziecko został osierocony. Początkowo był świeckim człowiekiem. W 804 r. jako marynarz popłynął do Chin asystując emisariuszowi płacącemu doroczny trybut na dworze Tangów. W Chinach został uczniem mistrza chan szkoły hongzhou Cangzhou Shenjiana, znanego bardziej pod nazwiskiem Yanguana Qi’ana (750-842).
W 810 r. przyjął pełną ordynację mnisią w klasztorze Shaolin. W 830 r., po ponaddwudziestopięcioletnim pobycie w Chinach, powrócił do Silli, gdzie prowadził nauczanie. Przywiózł ze sobą nasiona zielonej herbaty i to dzięki niemu powstały uprawy tej herbaty w Korei.
Wybudował kilka nowych klasztorów, a także remontował stare, jak np. Sanbŏp. W klasztorze Ssanggye, po jego renowacji i rozbudowie, wybudował halę Huinenga. Był zarejestrowany jako rezydent w klasztorze Hwangnyong.
Był znawcą buddyjskich pieśni.

## Linia przekazu Dharmy zen
Pierwsza liczba oznacza liczbę pokoleń mistrzów od 1 Patriarchy indyjskiego Mahakaśjapy.
Druga liczba oznacza liczbę pokoleń od 28/1 Bodhidharmy, 28 Patriarchy Indii i 1 Patriarchy Chin.
Trzecia liczba oznacza początek nowej linii przekazu w danym kraju.
- 33/6. Huineng (638–713) południowa szkoła nagłego oświecenia
  - 34/7. Nanyue Huairang (677–744) szkoła hongzhou
    - 35/8. Mazu Daoyi (707–788)
      - 36/9. Yanguan Qi’an (750-842)
        - 37/10/1. Chingam Hyejo (774–850) grupa okch’ŏn osan szkoły silsang – Korea
          - 38/11/2. Pŏmnyang (bd)